# 小磯美玖
小磯 美玖（こいそ みく、2001年1月5日 - ）は、日本の元タレント・アイドル。女性アイドルグループ、「choco☆milQ」の元メンバーである。
テアトルアカデミー大阪校に所属していた。大阪府出身。兄がいる。

## 略歴
- 2013年4月、テアトルアカデミー大阪校に入校。
- 2014年2月、テアトルアカデミー大阪校所属のタレントで構成された女性アイドルグループ、「choco☆milQ」に加入[1]。
- 2014年8月、「choco☆milQ」名義のCDシングル、『Pure Pure Chocolate』でメジャーデビューを果たす[2]。
- 2015年11月、「choco☆milQ」単独ライブ『 choco☆milQから皆様へ～ありがとう公演～』をもって同グループを卒業[3]。

## 人物
- 愛称は、主に「みくちー」。一人称は「みく」だが、自身のブログ内では「小磯」を度々使用する。
- 上記愛称にちなんで、「（パクチーを）ひとくち、ふたくち、みくちー！！」という自己紹介がある。
- 「choco☆milQ」内での担当カラーはオレンジ。歌のリーダーに任命されている[4]。
- 好きな食べ物はお寿司、野菜炒め。嫌いな食べ物は豆腐。
- お風呂が好きでよく家族と温泉に出掛ける。愛用のシャンプーはエッセンシャル。
- 海水アレルギーのため、海に浸かることが出来ない[5]。

## 出演

### テレビ番組
- おちゃのこSaiSaiテレビ（2015年1月21日、J:COMチャンネル）
- ジャルやるっ！（2015年6月12日、関西テレビ）

### ラジオ番組
- 茶屋町アイドルプラザ（2014年8月14日、MBSラジオ）

### インターネット
- 関西ウォーカーTV（2014年5月20日、ustream）